# La Raya (Oaxaca)
La Raya es una comunidad en el Municipio de Zimatlán de Álvarez en el estado de Oaxaca. La Raya está a 1506 metros de altitud. 

## Geografía
Está ubicada a 16° 32' 44.88" latitud norte y 96° 27' 54" longitud oeste.

## Población
Según el censo de población de INEGI del 2010: la comunidad cuenta con una población total de 304 habitantes, de los cuales 162 son mujeres y 142 son hombres. Del total de la población 1 personas hablan alguna lengua indígena.

## Ocupación
El total de la población económicamente activa es de 113 habitantes, de los cuales 87 son hombres y 26 son mujeres.